# Хон Джин Хо

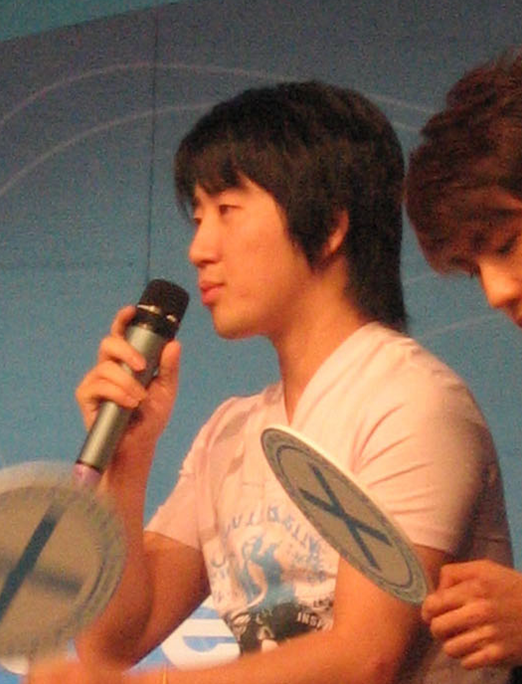
Хон Джин Хо

Хон Джин Хо (кор. 홍진호 англ. Hong Jin-ho, нар. 31 жовтня 1982) — південнокорейський професійний гравець у StarCraft та StarCraft:Brood War, відомий під псевдонімом YellOw. Був активним протягом 2001-2006 років, грав, зокрема, за відому команду KT Rolster. Найбільшими досягненнями є перемога на турнірі Blizzcon Invitational (в 2005), Snickers All-Star League (в 2005) та GhemTV Starleague Season 4 (в 2003). Завершив кар'єру в червні 2011 року.

## Життєпис та кіберспортивна кар'єра
Народився 31 жовтня 1982 року в Теджоні, Південна Корея.
Розпочав професійну кіберспортивну кар'єру в 2000 році, приєднавшись до команди Gamei.